# 이포초등학교
이포초등학교는 대한민국 경기도 여주시 금사면 이포리에 있는 공립 초등학교이다.

## 학교 연혁
- 1919년 7월 3일 이포공립보통학교(4년제) 개교설립인가 4월 1일
- 1922년 3월 31일 6년제로 승격
- 1938년 4월 1일 이포공립심상소학교로 개칭[1]
- 1941년 4월 1일 이포공립국민학교로 개칭[2]
- 1950년 6월 1일 이포국민학교 개칭
- 1981년 3월 10일 병설유치원 설립
- 1996년 3월 1일 이포초등학교로 개칭[3]
- 2003년 2월 19일 제81회 졸업(총 7,209명)
- 2003년 3월 1일 본교 초등 7학급, 하호분교 4학급, 특수 1학급, 유치원 1학급 편성
- 2013년 2월 14일 제91회 졸업식 (졸업생 총7,455명)
- 2013년 3월 1일 본교 6학급, 분교 7학급 13학급 편성(분교특수 1학급 포함)
- 2013년 3월 1일 제18대 차준식 교장선생님 취임
- 2017년 2월 10일 제95회 졸업식(졸업생 총 7,501명)
- 2017년 3월 1일 제19대 교장 김두성 부임
- 2017년 3월 1일 본교 7학급(특수1), 분교 6학급 총 13학급 편성
- 2026년 3월 이포초등학교 하호분교 통합

## 참고 자료
- 이포초등학교 - 한국교육학술정보원 학교알리미